# Claude Barbe
Pour les articles homonymes, voir Barbe (homonymie).
Pas d'image ? Cliquez ici

a Compétitions nationales et continentales officielles uniquement.

Claude Barbe ou Pierre Barbe, né le 4 mars 1937 à Dax et mort le 18 août 2011 à Magescq, est un joueur français de rugby à XV évoluant au poste d'arrière.

## Biographie
Claude Barbe, parfois désigné sous le prénom Pierre, inscrit à l'état civil sous les prénoms Marcel et Eugène, est né le 4 mars 1937 à Dax, dans la rue Jean-Lebon, non loin du stade de Cuyès.
À l'âge de 17 ans, évoluant au poste d'arrière, il intègre l'équipe première du club de l'Union sportive dacquoise au sein duquel il pratique le rugby à XV depuis la catégorie cadets. Surnommé « Pèpe », il prend notamment part à la finale du championnat de France en 1963 concédée contre le Stade montois,,.
En parallèle de sa carrière rugbystique, il pratique également la gymnastique à la Jeanne d'Arc de Dax, autre club omnisports de la ville, ainsi que la pelote basque à l'Union sportive dacquoise, où il est sacré trois années consécutives champion des Landes, en catégorie paleta cuir mur à gauche.
Après sa retraite de joueur vers le milieu des années 1960, il entraîne notamment les juniors dacquois en tandem avec Jean Bachelé, les menant à deux reprises au titre de champion de Côte basque.
En dehors des terrains, il exerce le métier de peintre en bâtiment à Dax, puis en tant qu'artisan avec son fils Philippe à Magescq où il déménage avec son épouse Lily.
Il meurt le 18 août 2011 à Magescq,, deux ans après son frère Jacques « Jackie » Barbe,.

## Palmarès
- Championnat de France :
  - Finaliste : 1963 avec l'US Dax.